# Анхалт-Кьотен
Княжеството Анхалт-Кьотен (на немски: Fürstentum Anhalt-Köthen) е историческа територия на Свещената Римска империя в Германия съществувала с прекъсвания от 1396 до 1847 г. От 1847 до 1863 г. е в състава на княжество Анхалт-Бернбург, а след това е присъединено към Херцогство Анхалт. Управлявано е от князете на Анхалт-Кьотен от род Аскани. Столица на княжеството е град Кьотен.

## История
Между 1382 и 1392 г. княжеството Анхалт-Цербст е управлявано от тримата братя Зигисмунд I, Албрехт III и Валдемар III, докато Валдемар III умира през 1392 г. През 1396 г. останалите живи двама братя разделят княжество Анхалт-Цербст на две отделни княжества Анхалт-Кьотен и Анхалт-Десау. През 1475 г. управляващата фамилия прекратява своето съществуване.
Със смъртта на Волфганг през 1566 г. управляващата фамилия отново изчезва. През 1570 г. княжеството Анхалт е отново обединено, но през 1603 г. е наследствено разделено на Княжество Анхалт-Десау, Княжество Анхалт-Бернбург, Княжество Анхалт-Кьотен, Княжество Анхалт-Пльотцкау (1611) и Княжество Анхалт-Цербст. През 1665 г. княжеството Анхалт-Кьотен е наследено от Анхалт-Пльотцкау. Линията започва да се казва Анхалт-Кьотен-Пльотцкау.
През 1765 г. Фридрих Ердман (1731 – 1797) получава от бездетния си чичо граф Йохан Ердман фон Промниц подарък племенното Господство Плес в Горна Силезия и основава Секундогенитура Анхалт-Кьотен-Плес.
През 1806 г. княжеството Анхалт-Кьотен е издигнато от Наполеон Бонапарт в ранг на херцогство. Последният, още малолетен херцог Лудвиг-Август–Фридрих-Емил от линията Анхалт-Кьотен-Пльотцкау умира през 1818 г. Княз Фридрих Фердинанд фон Анхалт-Кьотен-Плес става след това херцог на Анхалт-Кьотен. Херцогската фамилия изчезва през 1847 г., херцогството е присъединено към Анхалт-Бернбург и е съуправлявано от Анхалт-Десау. През 1863 г. територията на херцогството е присъединена към херцогство Анхалт управлявано от херцог Леополд IV Фридрих фон Анхалт-Десау (1794 – 1871).

## Князе (маркграфове) на Анхалт-Кьотен
- Албрехт III (1382 – 1424)
- Адолф (1424 – 1436)
- Валдемар ІV (1424 – 1471)
- Валдемар VІ (1471 – 1508)
- Албрехт V (1471 – 1475)
- Филип (1475 – 1500)
- Волфганг (1 август 1492 – 23 март 1566) (1508 – 1562)
- Йаохим-Ернст (20 октомври 1536 – 6 декември 1586) (1562 – 1586)
- Лудвиг І (17 юни 1579 – 7 януари 1650) (1603 – 1650)
- Вилхелм-Лудвиг (3 август 1638 – 13 април 1665) (1650 – 1665)
- Лебрехт (1665 – 1669)
- Емануил-Лебрехт (1670 – 1704)
- Леополд (29 ноември 1694 – 19 ноември 1728) (1704 – 1728)
- Август-Лудвиг (1728 – 1755)
- Карл-Георг-Лебрехт (15 август 1730 – 17 октомври 1789) (1755 – 1789)
- Август-Кристиан-Фридрих (18 ноември 1769 – 5 май1812) (1789 – 1807), от 1807 г. херцог

## Херцози на Анхалт-Кьотен
- Август-Кристиан-Фридрих (18 ноември 1769 – 5 май 1812) (1807 – 1812)
- Лудвиг-Август–Фридрих-Емил (20 септември 1802 – 16 декември 1818) (1812 – 1818)
- Фридрих Фердинанд фон Анхалт-Кьотен-Плес (25 юни 1769 – 23 август 1830) (1818 – 1830)
- Хайнрих (30 юни 1778 – 23 ноямеври 1847) (1830 – 1847)

Със смъртта на бездетния херцог Хайнрих през 1847 г. херцогската фамилия се прекратява, херцогството е присъединено към херцогство Анхалт-Бернбург и е съуправлявано от Анхалт-Десау.